# Бил Мозли
Вилијам „Бил” Мозли (енгл. William "Bill" Moseley; Стамфорд, 11. новембар 1951) амерички је глумац и музичар, најпознатији по улогама негативаца у хорор филмовима. Његове најзначајније улоге су Чоп-Топ Сојер у Тексашком масакру моторном тестером 2 (1986) и Отис Дрифтвуд у трилогији о породици Фајерфлај, коју је режисао Роб Зомби. Сарадњу са Зомбијем поновио је на филмовима Грајндхаус (2007) и Ноћ вештица (2007).
Поред филмова, Мозли се појавио и у неколико ТВ серија, од којих је најзначајнија споредна улога у серији Циркус, која се од 2003. до 2005. емитовала на каналу HBO. Од 1995. до 2007. био је певач бенда Cornbugs.
Мозли је дипломирао на Универзитету Јејл. Од 2017. у браку је са глумицом Луциндом Џени. Из претходне везе са моделом Лисом Линдси-Хог има две ћерке.

## Филмографија
| Улоге Била Мозлија |                                        |               |                        |              |
| Година             | Српски назив                           | Изворни назив | Улога                  | Напомена     |
| 1982.              | Угрожене врсте                         |               | таксиста               |              |
| 1986.              | Тексашки масакр моторном тестером 2    |               | „Чоп-Топ” Сојер        |              |
| 1988.              | Мехур убица                            |               | војник у канализацији  |              |
| 1989.              | Ружичасти кадилак                      |               | Дарел                  |              |
| 1989.              | Тиха ноћ, смртоносна ноћ 3: Боље пази! |               | Ричард „Рики” Чапман   |              |
| 1989.              | Фредијеве ноћне море                   |               | Баз                    | ТВ серија    |
| 1990.              | Прва моћ                               |               | Квин                   |              |
| 1990.              | Ноћ живих мртваца                      |               | Џони Блер              |              |
| 1991.              | Бели очњак                             |               | Лук                    |              |
| 1992.              | Драга, повећао сам дете                |               | федерални маршал       |              |
| 1992.              | Зла смрт 3: Армија таме                |               | капетан мртвих         |              |
| 1993.              | Господин Џоунс                         |               | радник                 |              |
| 2003.              | Кућа хиљаду лешева                     |               | Отис Б. Дрифтвуд       |              |
| 2003−2005.         | Циркус                                 |               | Позум                  | ТВ серија    |
| 2004.              | Ургентни центар                        |               | Чарли                  | ТВ серија    |
| 2005.              | Ђавољи шкарт                           |               | Отис Б. Дрифтвуд       |              |
| 2007.              | Грајндхаус                             |               | др Хајнрих вон Штрасер |              |
| 2007.              | Ноћ вештица 9                          |               | Зак Гарет              |              |
| 2007.              | Дани наших живота                      |               | Џоел                   | ТВ серија    |
| 2008.              | Репо! Генеритка опера                  |               | Луиђи Ларго            |              |
| 2010.              | 2001 манијак 2: Поља вриска            |               | мајор Џорџ В. Бакман   |              |
| 2013.              | Тексашки масакр моторном тестером 7    |               | Дрејтон Сојер          |              |
| 2014.              | Млади мутанти нинџа корњаче            |               | Берни                  | ТВ серија    |
| 2017.              | Кућа смрти                             |               | Гигер                  |              |
| 2019.              | Троје из пакла                         |               | Отис Б. Дрифтвуд       |              |
| 2019.              | У потрази за тамом                     |               | самог себе             | документарац |
| 2020.              | У потрази за тамом 2                   |               | самог себе             | документарац |